# Родионов, Пётр Зиновьевич
Пётр Зиновьевич Родионов (1923—1978) — сержант Советской Армии, участник Великой Отечественной войны, Герой Советского Союза (1945).

## Биография
Пётр Родионов родился 26 апреля 1923 года в селе Кадышево (ныне — Тетюшский район Татарстана). После окончания средней школы работал в колхозе. В 1942 году Родионов был призван на службу в Рабоче-крестьянскую Красную Армию. С того же года — на фронтах Великой Отечественной войны.
К октябрю 1944 года сержант Пётр Родионов был старшим разведчиком батареи 254-го миномётного полка 27-й миномётной бригады 5-й гвардейской артиллерийской дивизии прорыва 2-го Украинского фронта. Отличился во время освобождения Венгрии. В ночь с 8 на 9 октября 1944 года Родионов в числе первых переправился через Тису в районе венгерской деревни Эллеш и принял активное участие в боях за захват и удержание плацдарма на её берегу, забросав гранатами траншею противника и корректируя огонь своего полка.
Указом Президиума Верховного Совета СССР от 24 марта 1945 года сержант Пётр Родионов был удостоен высокого звания Героя Советского Союза с вручением ордена Ленина и медали «Золотая Звезда».
В 1946 году Родионов был демобилизован. Проживал и работал в селе Тастинское Амантогайского района Тургайской области Казахской ССР. Скончался 26 июня 1978 года.
Был также награждён рядом медалей.
В честь Родионова названа улица в Тастинском.